# Adolf Pinegger
Adolf Pinegger (* 13. März 1928 in Aichegg, Gemeinde Stallhofen; † 22. Oktober 2014) war ein österreichischer Politiker (ÖVP).

## Leben
Pinegger entstammte einer kleinbäuerlichen Familie. Er besuchte die Volks- und Bürgerschule und begann 1942 ein Lehramtsstudium in Marburg an der Drau (heutiges Maribor), nachdem er erfolgreich die Aufnahmeprüfung für die Lehrerbildungsanstalt abgelegt hatte. Dieses Studium wurde durch den Kriegsdienst an der Ostfront und sowjetischer Kriegsgefangenschaft unterbrochen. Im Jahr 1947 legte er in Graz die Reifeprüfung für das Lehramt an Volksschulen ab. Im Anschluss unterrichtete er an der Volksschule in Södingberg und ab 1951 an der Volksschule Stallhofen, wo er später auch Direktor wurde. 1975 verlieh man ihm den Titel Oberschulrat.
Im Jahr 1960 ging Pinegger in die Politik und trat bei der Gemeinderatswahl an. Dabei wurde er zum Vizebürgermeister von Stallhofen gewählt. Diese Funktion übte er bis 1969 aus und anschließend hatte er die Funktion des Bürgermeisters bis 1993 inne. Im Jahr 1974 wurde er Abgeordneter des steiermärkischen Landtages, dem er bis 1991 angehörte. Im Jahr 1986 gründete er die Seniorenbund-Ortsgruppe Stallhofen und war von 1996 bis 2010 deren Obmann. 1997 wurde er auch zum Bezirksobmann des Seniorenbundes Voitsberg gewählt und hatte diese Funktion bis 2008 inne.
Neben seiner kommunalpolitischen Arbeit engagierte er sich auch ehrenamtlich in zahlreichen Verbänden
und Vereinen wie der Wasserversorgungsgenossenschaft Stallhofen-Aichegg, dem Österreichischen Kameradschaftsbund Voitsberg oder als Kurator des Gustinus Ambrosimuseums.
Im Jahr 1951 ehelichte er seine Frau Friederike. Aus dieser Ehe gingen fünf Kinder hervor.